# Португальська інквізиція

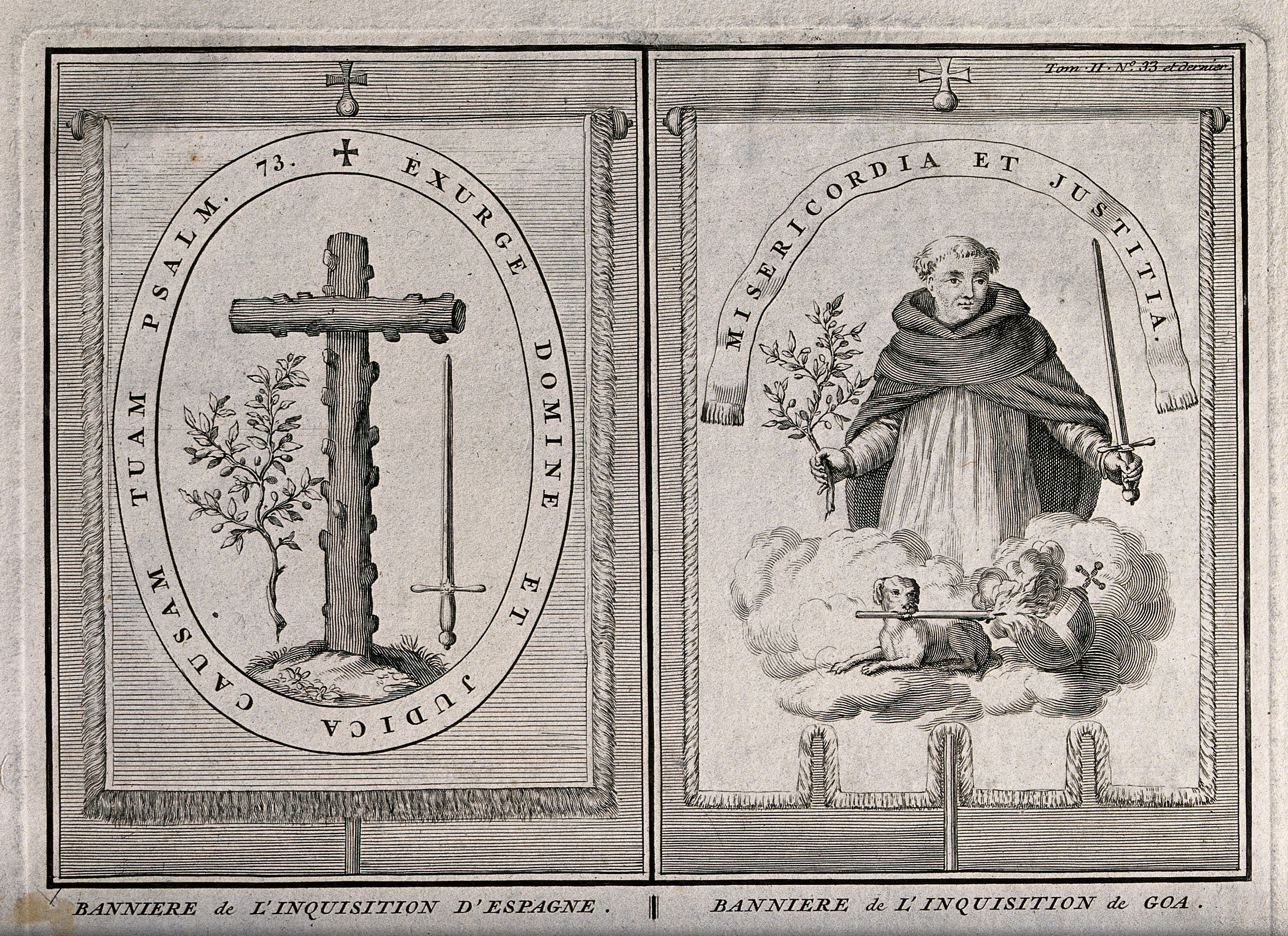
Прапор іспанської інквізиції (ліворуч) і португальської інквізиції в Гоа (праворуч).

Португа́льська інквізи́ція (порт. Inquisição Portuguesa) — у 1536—1821 відділ католицької інквізиції в Португалії. Державний орган королівства. Займалася, переважно, викриттям криптоюдеїв, а також єретиків, ворожбитів, содомітів, багатоженців серед християн Португалії та колоній. Виконувала роль цензорату. Повна назва — Генеральна рада Святого Відділу (порт. Conselho Geral do Santo Ofício). Створена 23 травня 1536 року з дозволу Папської курії на прохання короля Жуана III. Організована за зразком Іспанської інквізиції. На відміну від Римської інквізиції підлягала королю Португалії. За формою була виборною радою. Очолювалася головним інквізитором, який обирався королем і затверджувався папою. Головний трибунал розташовувався у Лісабоні. Існували регіональні трибунали в Коїмбрі, Еворі, індійському Гоа тощо. Скасована 31 березня 1821 року. За весь час свого існування провела близько 50 тисяч судових процесів, із яких приблизно 2,5 тисячі завершилися смертними вироками.

## Історія

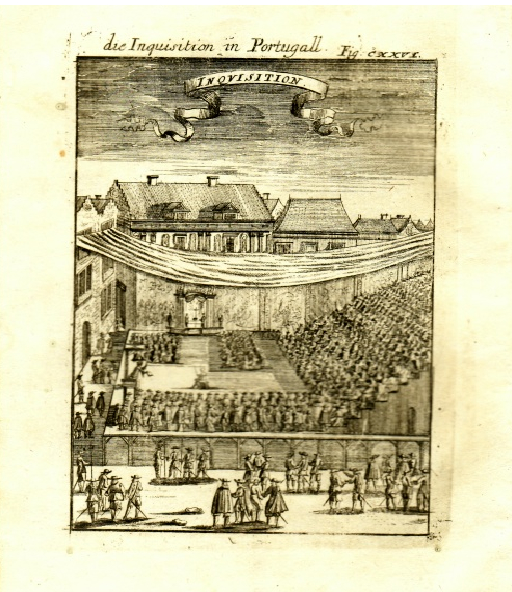
Інквізиція в Португалії (Цуннер Й.Д. «Опис всесвіту», Франкфурт, 1685).

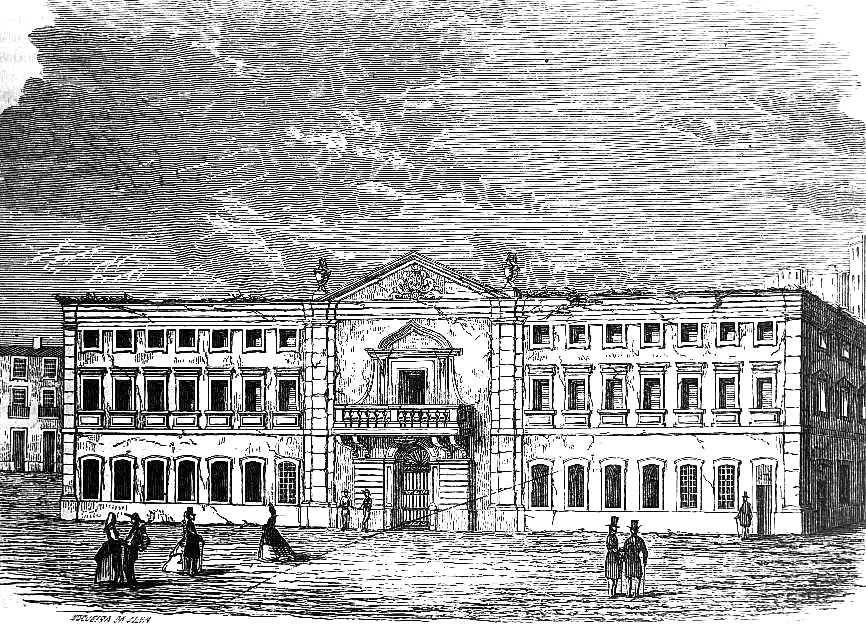
Головний дім інквізиції в Лісабоні, бароковий палац Ештаус (1842 року перебудований на Національний театр Марії ІІ).

Португальська інквізиція була заснована  23 травня 1536 року за іспанським взірцем, з дозволу папи римського Павла ІІІ на прохання короля Жуана ІІІ. До цього 1515 року король Мануел І звертався до Святого Престолу із проханням запровадити відділ інквізиції в Португалії, але отримав відмову.
Португальська інквізиція мала великий вплив у всіх сферах життя королівства. Її головним завданням була боротьба з єресями та марновірством серед католиків у Португалії та колоніях (Бразилії, Кабо-Верде, Індії тощо). Інквізитори займалися розбором справ пов'язаних і ворожбитством, відьмацтвом, содомією, багатоженством, протестантством; вони також виконували функції цензорів книг. Головним напрямом діяльності було виявлення і навернення крипто-юдеїв (марранів) з числа так званих «нових християн» (колишніх юдеїв). Крім цього велося викриття крипто-мусульман і крипто-індуїстів в колоніях. За весь час свого існування до трибуналів Португальської інквізиції було притягнуто близько 50 тисячі осіб.
1540 року відбулося перше ауто-да-фе в Лісабоні. Через десятиріччя, в 1551 році, Португальська інквізиція діяла на теренах Азорів, Мадейри, Бразилії, Кабо-Верде, Гвінеї та Сан-Томе.
У 1540-х роках стараннями Португальської інквізиції з континентальної Португалії було викорінено старий, але не ортодоксальний католицький культ Свята імперії Святого Духа. Починаючи з ХІІІ століття, адепти цього культу, переважно монахи і члени міських братств, повчали про прихід третього віку, так званої імперії Святого Духа, в якій правитимуть монастирі, церковна ієрархія буде скасована, а невірні об'єднаються із християнами за власним бажанням. Цей культ частково зберігся на периферії — на Азорських островах, Бразилії та деяких громадах португальських емігрантів у Північній Америці.
Також інквізиція боролася проти поширення єретичних вчень себаштіанізм та культу П'ятої імперії, прибічники яких інколи траплялися навіть серед інквізиторів.
1560 року трибунал Португальської інквізиції почав діяти в індійському міста Гоа. Його відкрили Алейшу Діаш Фалкан і Франсішку Маркеш, які зайняли колишній Сабайоський палац Аділ-хана. Там інквізитори займалися наверненням до християнства тих місцевих конвертитів, які повернулися до індуїстських чи мусульманських практик. Також інквізиція переймалася діячами, які чинили перепони для християнізації регіону. Осіб, які відмовилися прийняти хрещення, виселяли з міста. Переслідувань зазнала й стара християнська община малабарських насранів, яких португальці вважали юдеям, шанувальниками суботи. На синоді в Діампері інквізитори спалили насранські рукописи, написані сирійсько-арамейською мовою.
1577 року король Себастьян заборонив Португальській інквізиції конфісковувати майно криптоюдеїв, виявлених з числа нових християн. В обмін на велику суму грошей, він дозволив останнім виїздити з Португалії. Заборона для інквізиції була чинною 10 років.
1649 року король Жуан IV так само заборонив інквізиції конфісковувати майно засуджених, за що Святий Престол відлучив його від церкви. Цей указ повністю відкликали лише 1656 року після смерті короля.
У 1674—1681 роках Португальській інквізиції було заборонено вчиняти ауто-да-фе, а також виносити суворі вердикти з конфіскацією або довічною каторгою на галерах. Ця заборона була результатом активності єзуїтського священика Антоніу Вієйри, так званого апостола Бразилії. Виступаючи проти сегрегації нових християн, він сам став об'єктом розслідування інквізиції й перебував у її застінках в 1665—1667 роках. Засуджений інквізиторам до покаяння і заборони проповіді, Вієйра втік до Риму. На прохання папи він склав рапорт на 200 сторінках про зловживання Португальської інквізиції. Праця настільки вплинула на понтифіка, що Іннокентій XI особисто призупинив діяльність португальських інквізиторів на 5 років (1676—1681).
У 1773—1774 роках португальський уряд, очолюваний помбальським маркізом Себаштіаном де Карвалю, скасував ауто-да-фе, заборонив тортури і знищив списки нових християн.
1808 року під час французької окупації в ході Піренейської війни діяльність інквізиції на теренах Іспанії та Португалії була заборонена декретом Наполеона. Після поразки Франції у війні в 1814 році Португальська інквізиція поновила свою роботу.
31 березня 1821 року Португальська інквізиція була скасована рішенням «Загальної Особливої Конституційної Асамблеї португальської нації».

## Організація
Португальська інквізиця була організована за зразком Іспанської. Вона підлягала лише владі португальського короля, але її діяльність могла бути обмежена рішеннями Папської курії. Голова інквізиції мав титул королівського головного інквізитора (порт. Inquisidor-Mor do Reino). Він також називався великим (порт. Grande inquisidor) або генеральним інквізитором (лат. Inquisitor generalis; порт. Inquisidor-geral). Його затверджував папа, але обирав король, зазвичай, із числа королівської родини. Старший інквізитор номінував на нижчі посади інших інквізиторів. Першим португальським старшим інквізитором був Діогу да Сілва, єпископ Сеутський, особистий сповідник короля Жуана ІІІ. Його наступником був кардинал Енріке, брат Жуана ІІІ, який згодом став королем.
Трибунали Португальської інквізиції існували в Лісабоні, Коїмбрі, Еворі, а також протягом короткого часу в 1541—1547 роках в Порту, Томарі й Ламегу. Особливий трибунал діяв у індійському місті Гоа.

### Генеральні інквізитори
- 1536—1539: Діогу да Сілва, єпископ Сеутський, францисканець.
- 1539—1579: Енріке, король і кардинал Португалії.
- 1580—1585: Жоржі де Алмейда, архієпископ Лісабонський.
- 1586—1593: Альбрехт VII Австрійський, віце-король Португалії.
- 1596-1602: Антоніу де Матош де Норонья, єпископ Елвашський.
- 1602: Жоржі де Атаїде, старший капелан королівства, віце-король Португалії.
- 1602—1604: Алешандре де Браганса, архієпископ Еворський.
- 1605—1613: Педру де Каштілю, старший капелан королівства.
- 1613—1628: Фернан де Масшреньяш, єпископ Фаруський.
- 1630—1653: Франсішку де Каштру, єпископ Гуардьский, ректор Коїмбрського університету.
- 1663—1668: Себаштіан де Мінезіш (невизнаний папою).
- 1671—1673: Педру де Ленкаштре, архієпископ Бразький, герцог Авейруський.
- 1676—1692: Веріссіму де Ленкаштре, архієпископ Бразький.
- 1693—1705: Жозе де Ленкаштре, єпископ Мірандсько-Лейрійський.
- 1707—1750: Нуну да Кунья, старший капелан королівства.
- 1758—1760: Жозе де Браганса.
- 1770—1783: Жуан да Кунья, міністр юстиції.
- 1787—1788: Інасіу де Сан-Каетану, архієпископ.
- 1790—1818: Жозе-Марія де Мелу, єпископ Фаруський.
- 1818—1821: Жозе да Куея, єпископ Елвашський.

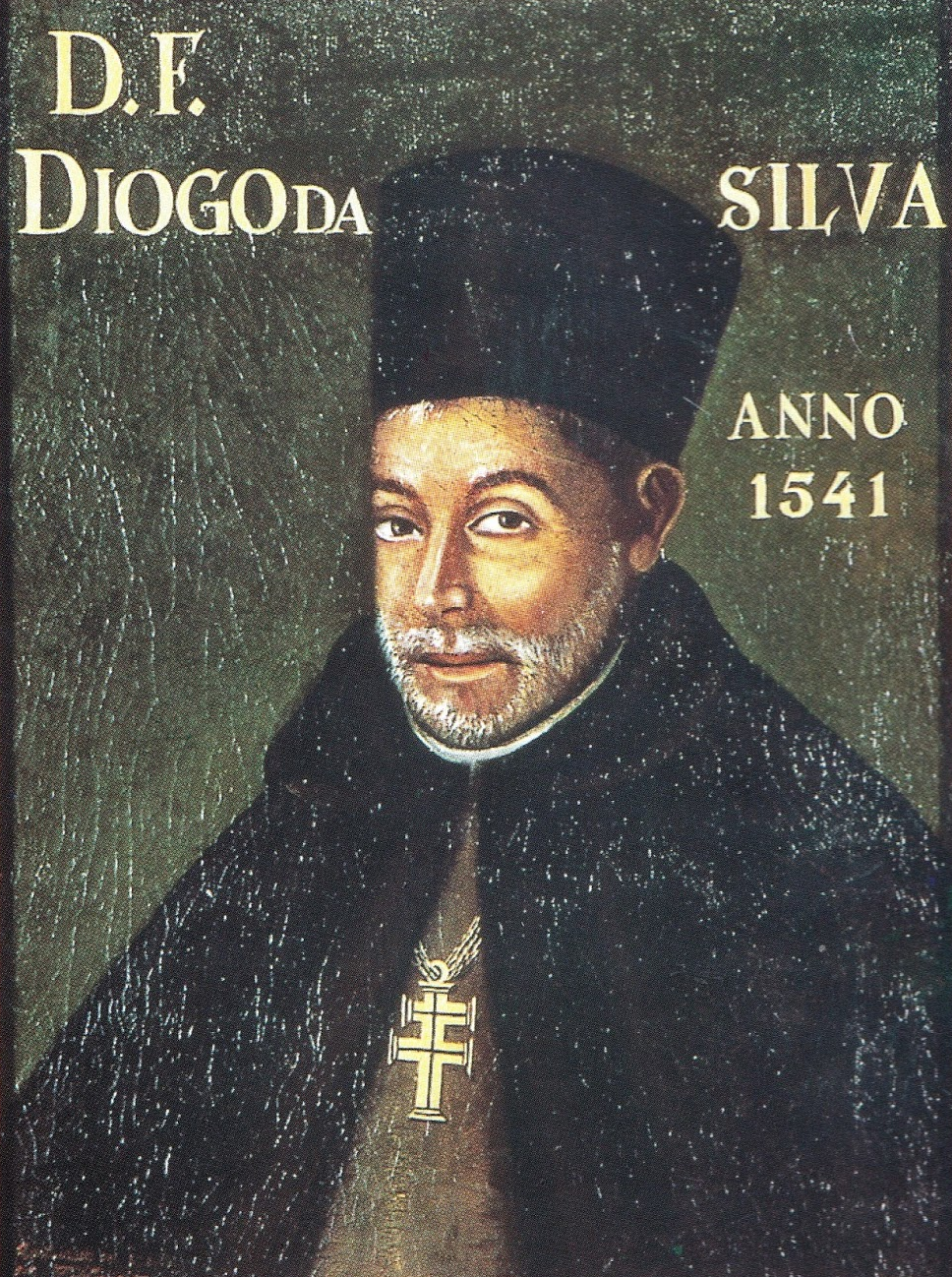
Діогу да Сілва
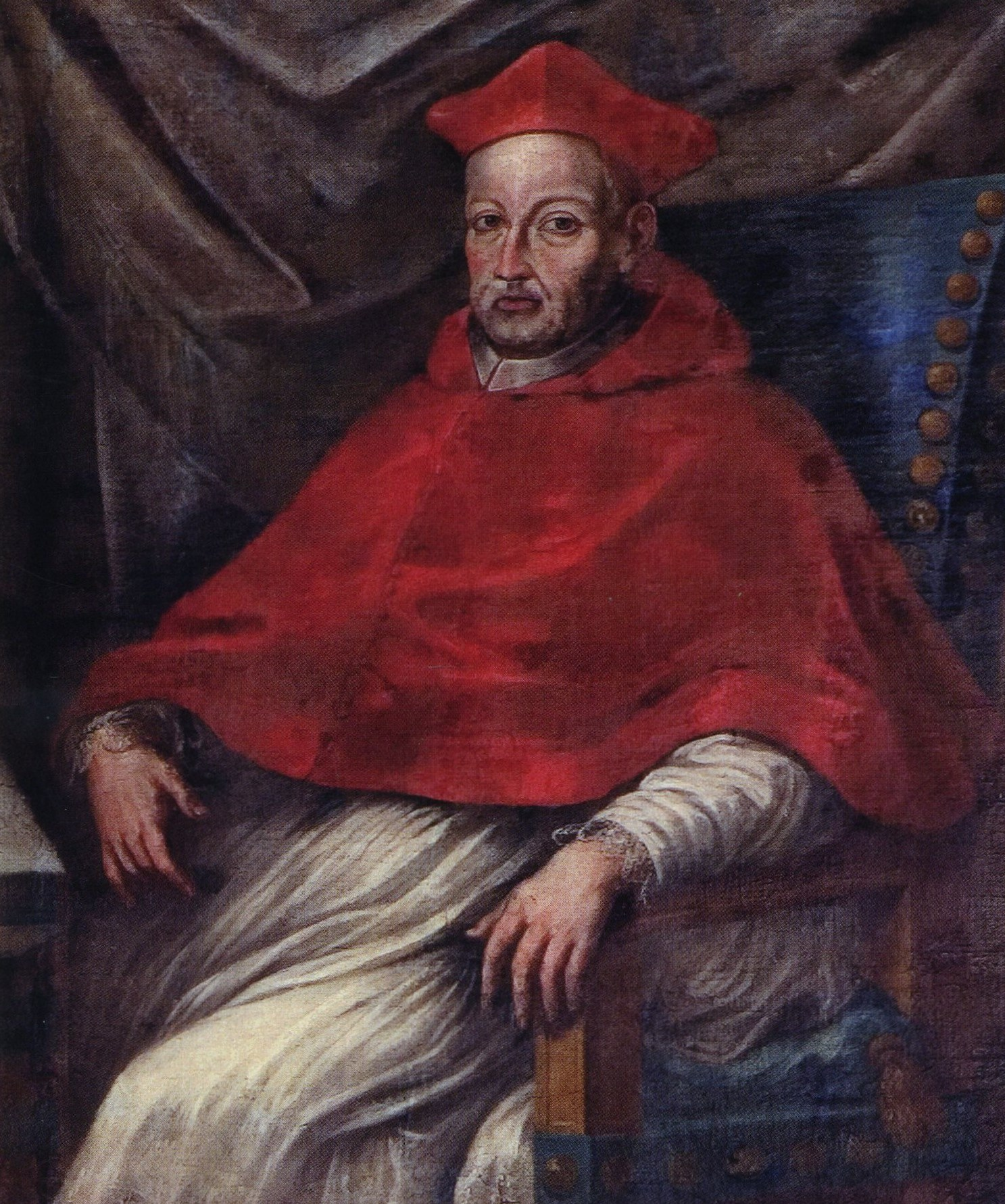
Енріке
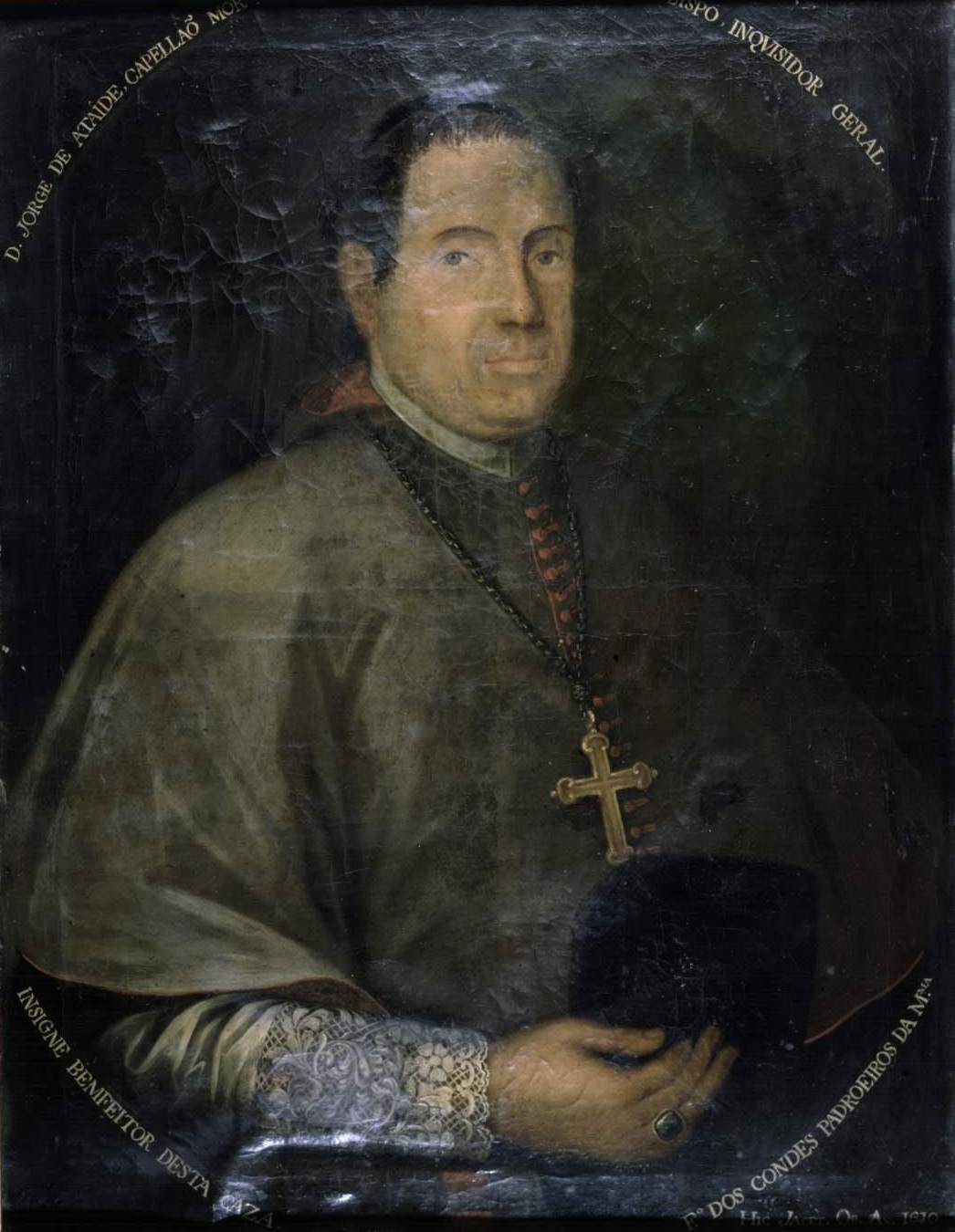
Жорже де Атаїде
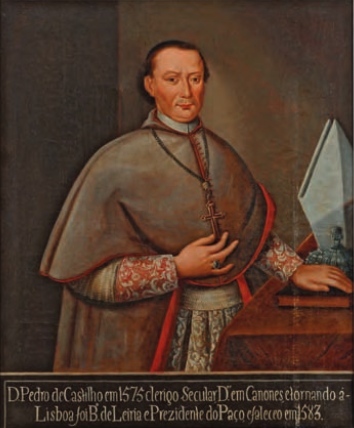
Педру де Каштілю
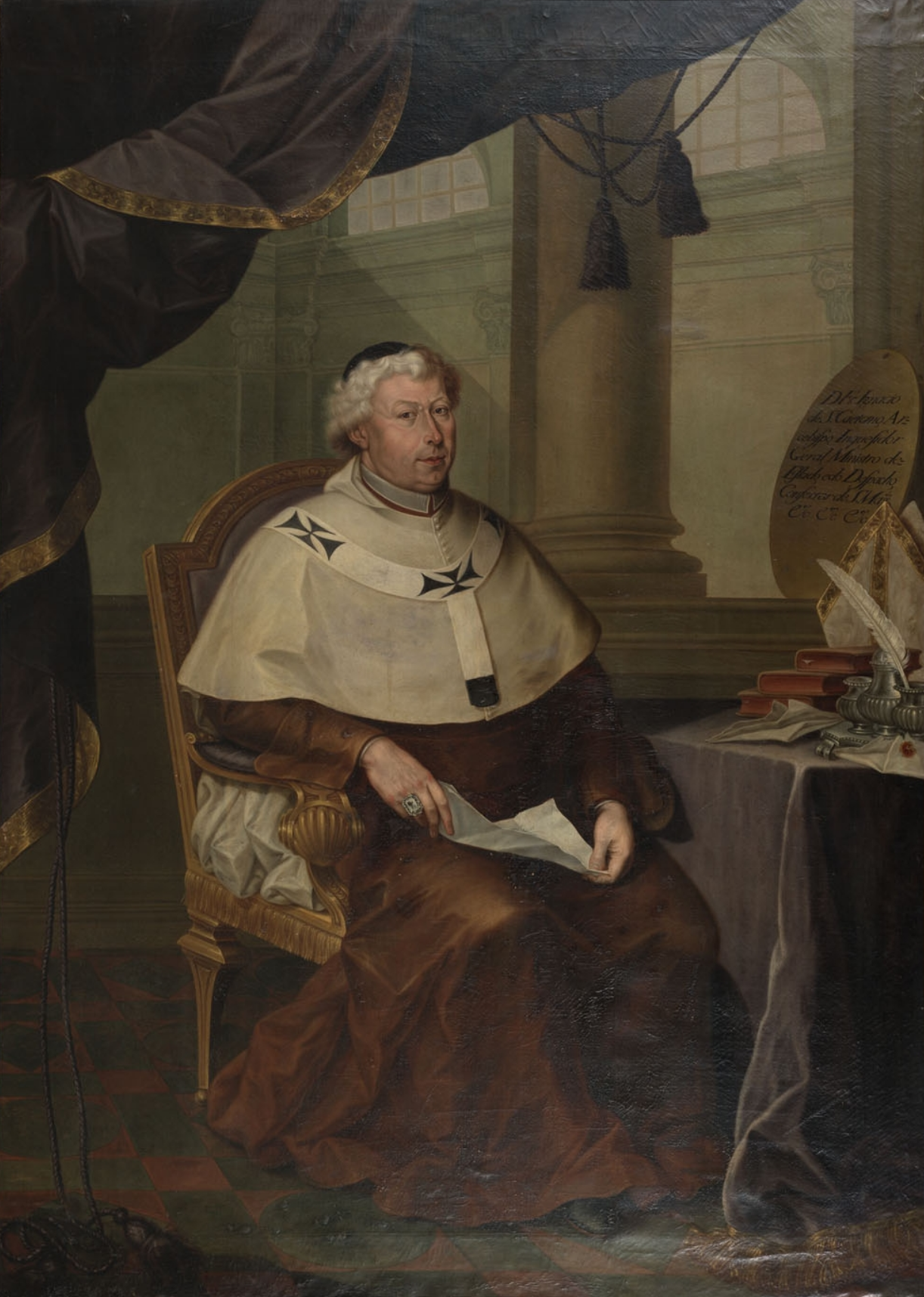
Інансіо
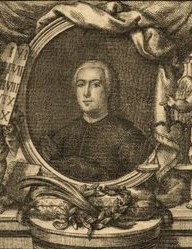
Жозе

## Архіви
Архіви Португальської інквізиції — один із найкраще збережених юридичних архів ранньомодерної Європи. Виняток становлять документи трибуналу в Гоа, які частково втрачені. 2007 року португальський уряд почав оцифровування архівів Португальської інквізиції, що зберігалися в Національному архіві Португалії. З 2010 року більшість документів викладені в публічний доступ в інтернеті.
В грудні 2008 року Єврейське історичне товариство Англії (JHSE) видало списки португальських інквізиторів у 2-х томах: Т. 1 — Лісабон (1540—1778); Т.2 — Евора (1542—1763) і Гоа (1650—1653).
Рукописна збірка документів інквізиції «Колекція новин» (порт. Collecção das Noticias), що була видана 1784 року й зберігалася в бібліотеці герцогів Палмельських, зараз перебуває в Єврейській теологічній семінарії Нью-Йорка. Вона була перевидана Джоєм Л. Оклі із англійським перекладом та індексом.

## Вироки
На основі архівних даних португальський історик Фортунату де Алмейда підрахував кількість осіб, яким Португальська інквізиція виносила вироки протягом 1536—1794 років. Ця статистика є неповною в частині даних по трибуналу Гоа. Список ауто-да-фе, який наводить Алмейда, створений службовцями інквізиції в 1774 році; він також є фрагментарним і не охоплює усього часу діяльності організації. Крім цього відсутні дані про 15 ауто-да-фе, проведених у 1580—1640 роках; документи трибуналів Ламегу й Порту ще не вивчені.
| Трибунал | К-сть ауто-да-фе | К-сть ауто-да-фе | Страта особи in persona | Страта символічна in effigie | Покаяння        | Загалом       |
| -------- | ---------------- | ---------------- | ----------------------- | ---------------------------- | --------------- | ------------- |
| Лісабон  | 248              | (1540–1794)      | 461                     | 181                          | 7,024           | 7,666         |
| Евора    | 164              | (1536–1781)      | 344                     | 163                          | 9,466           | 9,973         |
| Коїмбра  | 277              | (1541–1781)      | 313                     | 234                          | 9,000           | 9,547         |
| Гоа      | 71               | (1600–1773)      | 57                      | 64                           | 4,046           | 4,167         |
| Томар    | 2                | (1543–1544)      | 4                       | 0                            | 17              | 21            |
| Порту    | 1                | (1543)           | 4                       | 21                           | 58              | 83            |
| Ламегу   | 0                | 0                | 0                       | 0                            | 0               | 0             |
| Загалом  | 763              |                  | 1,183 (3.76%)           | 663 (2.11%)                  | 29,611 (94.13%) | 31,457 (100%) |

За даними Генрі Чарльза Лі у 1540—1794 роках інквізиційні трибунали Лісабона, Порту, Коїмбри і Евори винесли вироки для близько 31 тисячі осіб. З них переважна більшість (29590 осіб) була змушена пройти процедуру покаяння своїх гріхів; решта (1818 осіб) були засуджені до смертної кари (особистої і символічної).
За підрахунками Франциско Бетенкурта за весь час існування Португальської інквізиції вона провела близько 50 тисяч судових процесів й присудила до страти (особистої і символічної) приблизно 2,5 тисяч осіб.

## Заборонені книги
- 1541: «Ефіопська віра, релігія і звичаї» Даміана де Гойша.

## У культурі
В антикатолицькій й антиклерикальній літературі XVII—XX століть Португальська інквізиція зображається винятково у негативному світлі. В юдейській традиції вона сприймається як інститут переслідування і винищення євреїв у Португалії. Зокрема, саме через інквізицію багато криптоюдеїв з числа нових християн мусили виїхати закордон — до Нідерландів, Англії, Османської імперії. Сотні осіб були страчені.
В протестантській полемічній, а згодом ліберально-соціалістичній, православній та радянській літературі інквізиція стала синонімом нелюдської організації, яка шляхом цькування, залякування, тортур, спалювання розправлялася із ворогами католицизму. Деякі католицькі ченці, зокрема єзуїт Антоніу Вієйра, що постраждав від інквізиції, так само критикували її за надмірну жорстокість, руйнування людських доль та безчестя.
Попри те, що Португальська інквізиція була державним, а не загальноцерковним інститутом, а число смертних вироків, які вона винесла, сильно перебільшене в популярній та науково-популярній літературі, страшний образ інквізиції як католицької катівні укріпився не лише в багатьох європейських країнах, а й самій Португалії.

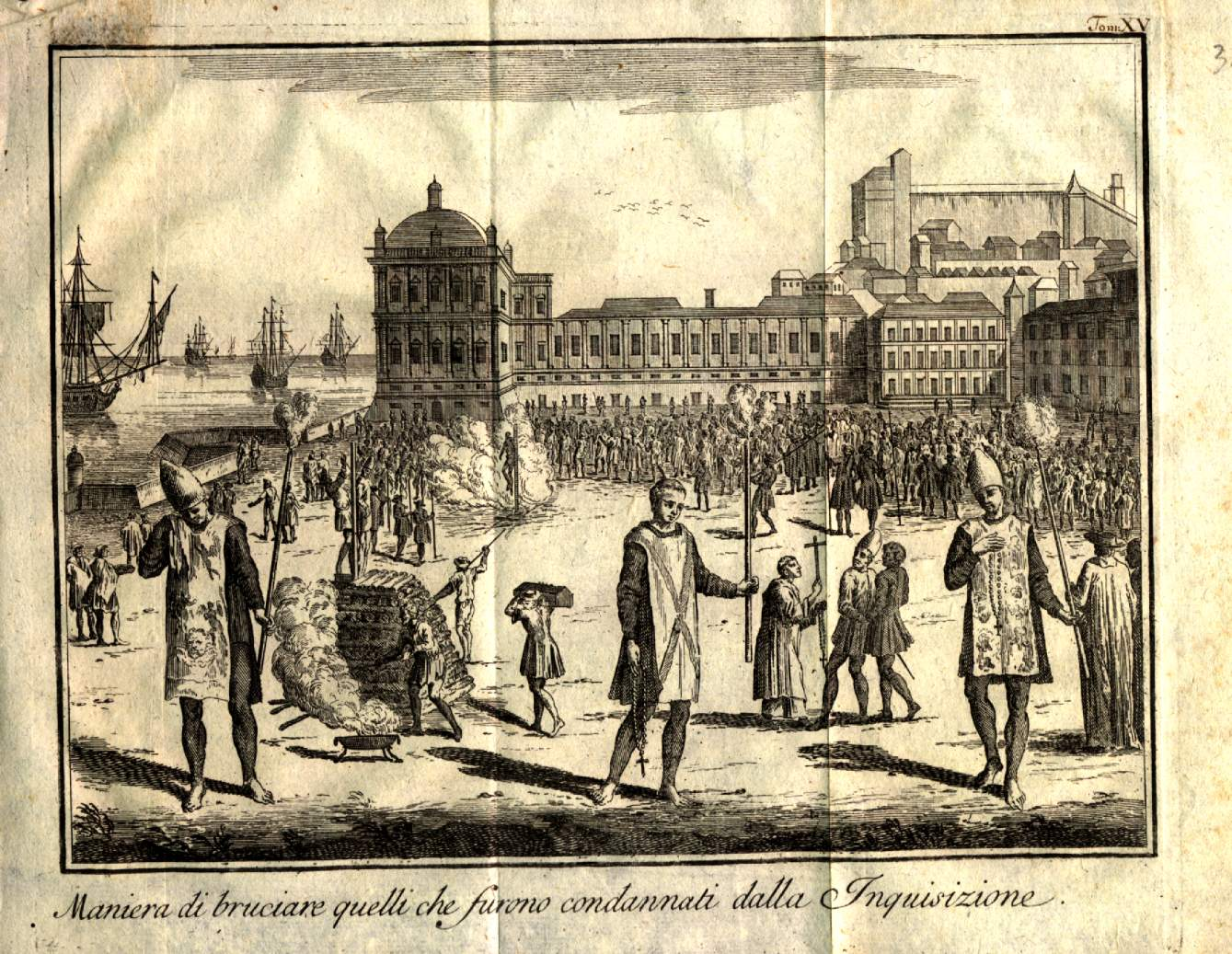
Спалення єритиків у Лісабоні італійська гравюра XVII ст.
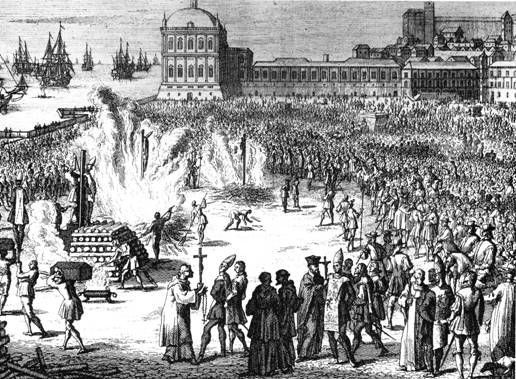
Спалення єритиків у Лісабоні англійська гравюра XVIII ст.
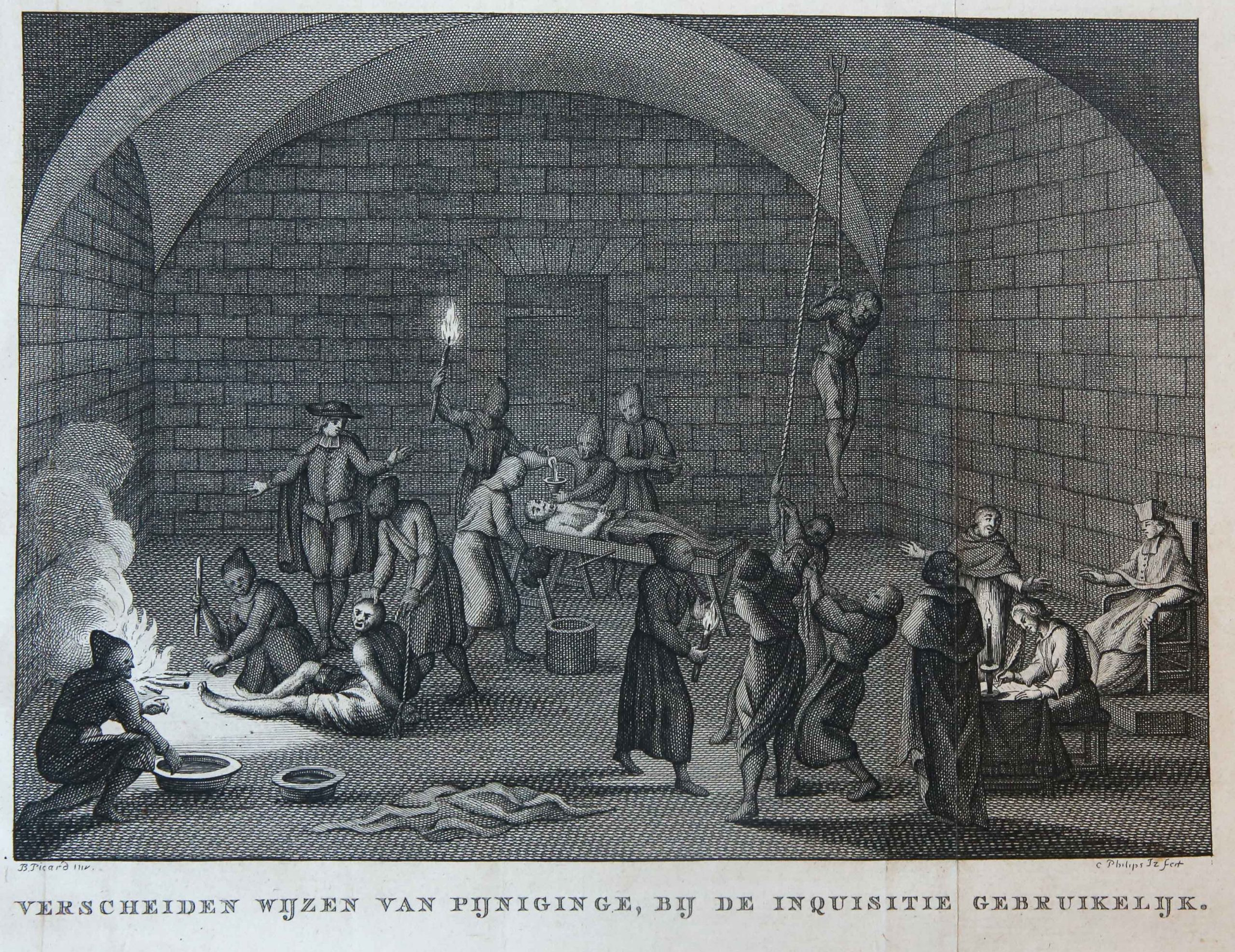
Тортури інквізиції голландська гравюра XVII ст.
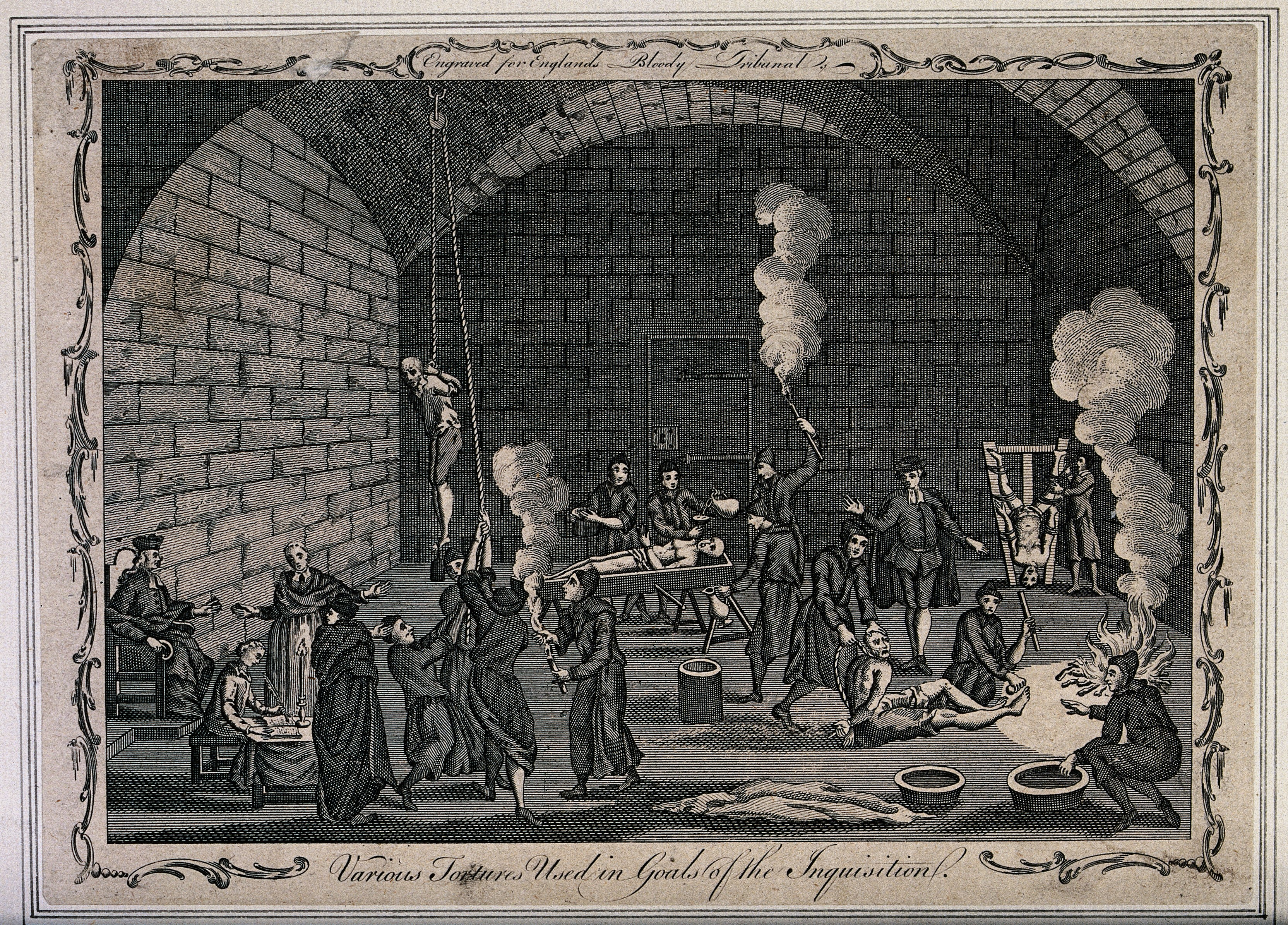
Тортури інквізиції англійська гравюра ХІХ ст.
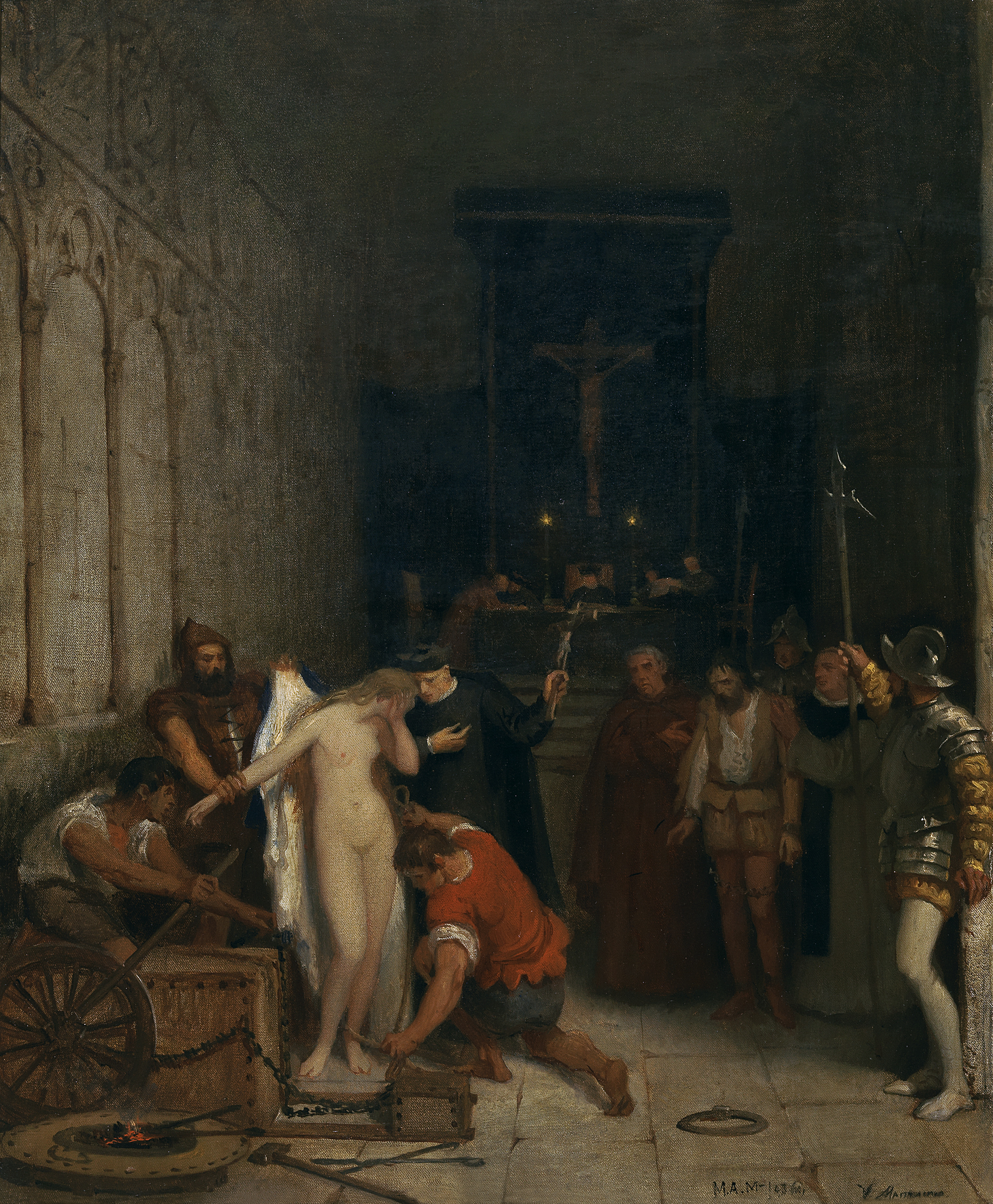
Сцена інквізиції Віктор Манзано-і-Мехорада, 1859
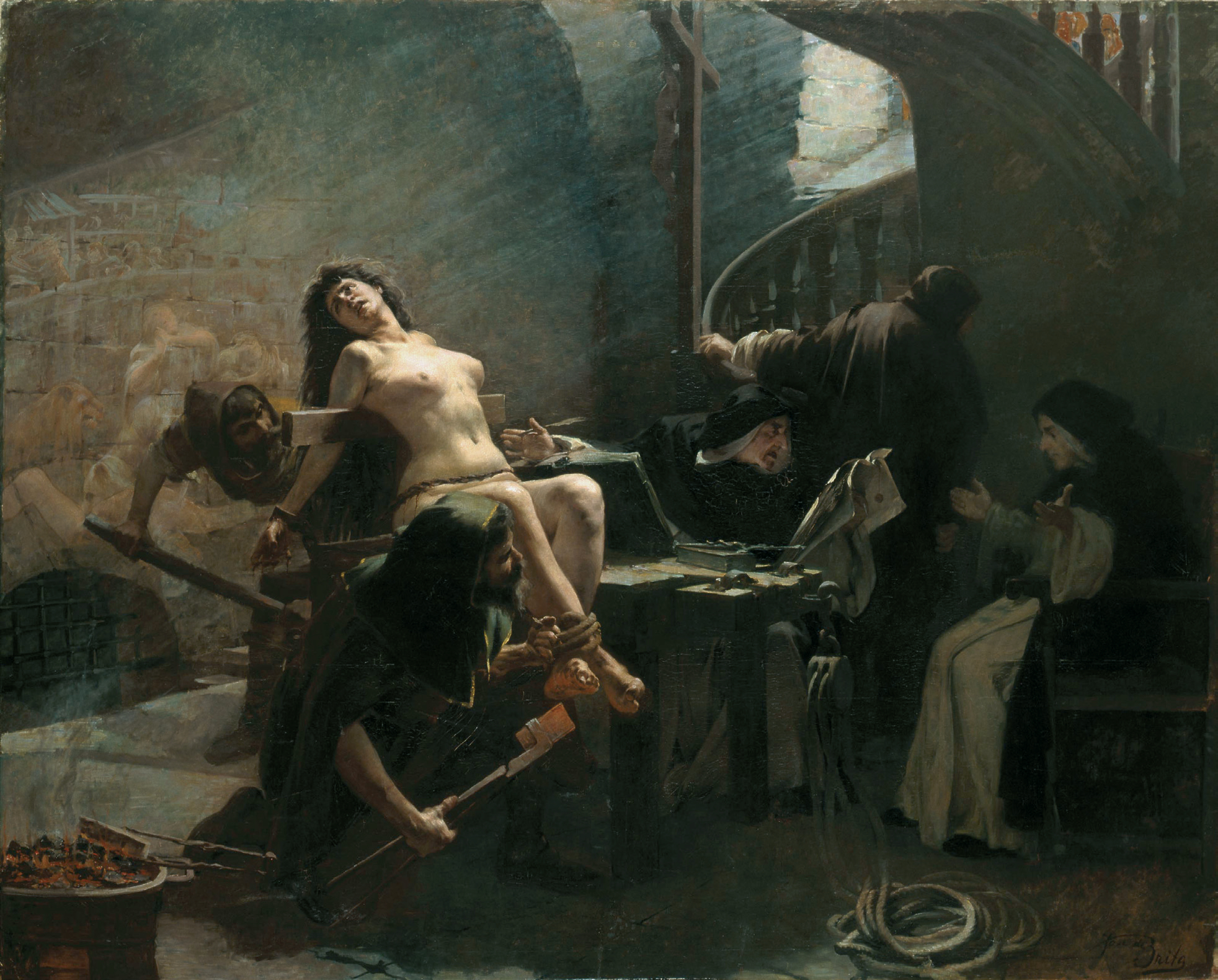
Жертва фанатизму Жозе де Бріту, 1895
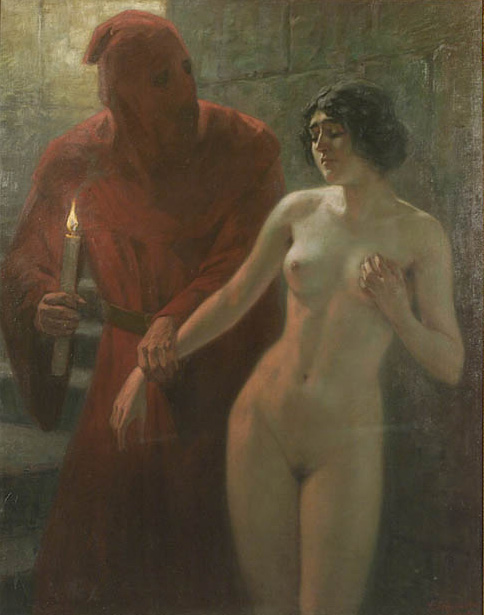
Інквізиція Віктор Шиверт, 1900